# Baltic Open
Baltic Open byl profesionální tenisový turnaj žen hraný v lotyšském lázeňském městě Jūrmala. Založen byl v roce 2019 jako součást okruhu WTA Tour.
Dějištěm se staly otevřené antukové dvorce Národního tenisového centra Lielupe. Turnaj probíhal v rámci letní evropské sezóny na antuce. Dvouhry se účastnilo třicet dva singlistek a do čtyřhry nastupovalo šestnáct párů. Organizaci události s Ženskou tenisovou asociací zajišťovala společnost ONE Sports Global Management.
Po jednom odehraném ročníku antukového Moscow River Cupu přemístili v roce 2019 moskevští držitelé pořadatelských práv turnaj do Jūrmaly a změnili název na Baltic Open. Poprvé v historii tak Lotyšsko získalo pořadatelství události WTA Tour.
Jediný ročník 2019 vyhrála ve dvouhře Lotyška Anastasija Sevastovová a čtyřhru ovládla kanadsko-srbská dvojice Sharon Fichmanová a Nina Stojanovićová.
V roce 2021 získala pořadatelská práva rakouská rodinná firma Reichel Business Group GmbH a obnoven byl Hamburg European Open v kategorii WTA 250.

## Přehled finále

### Dvouhra
| Rok  | vítězka                | finalistka        | výsledek      |
| ---- | ---------------------- | ----------------- | ------------- |
| 2019 | Anastasija Sevastovová | Katarzyna Kawaová | 3–6, 7–5, 6–4 |

### Čtyřhra
| Rok  | vítězky                              | finalistky                              | výsledek              |
| ---- | ------------------------------------ | --------------------------------------- | --------------------- |
| 2019 | Sharon Fichmanová Nina Stojanovićová | Jeļena Ostapenková Galina Voskobojevová | 2–6, 7–6(7–1), [10–6] |